# Irmengardia
Irmengardia is een geslacht van kreeftachtigen uit de klasse van de Malacostraca (hogere kreeftachtigen).

## Soorten
- Irmengardia didacta Ng & L. W. H. Tan, 1991
- Irmengardia johnsoni Ng & Yang, 1985
- Irmengardia nemestrinus Ng, 1992
- Irmengardia pilosimana (Roux, 1936)